# Musée public national de Sétif
Le musée archéologique de Sétif ou musée national public de Sétif est un musée situé à Sétif dans l'est de l'Algérie, et qui présente le passé de la ville et des villes voisines de la période préhistoire, aux périodes numide, romaine, islamique, ottomane et coloniale à travers les vestiges découverts sur les sites archéologiques de la région.

## Historique
L'idée de création d'un musée archéologique pour rassembler les pièces mises au jour des compagnes des fouilles entamées à Sétif et ses environs, remonte à la fin du XIXe siècle par le premier musée lapidaire du jardin du duc d’Orléans en 1896 (aujourd’hui jardin de l’Émir Abdelkader), puis ce fut le lycée Albertini en 1932 (aujourd’hui lycée Mohamed Kerouani), ensuite l’ex-palais de justice de la ville en 1968 qui fut le premier musée ouvert après l'indépendance du pays.
Mais la continuité des compagnes de fouilles durant les années 1977-1984 et la richesse considérable des collections antiques et islamiques, fit prendre conscience du besoin d'avoir un musée qui répond aux normes internationales, un lieu grand et adapté. En 1985, le musée archéologique de Sétif a vu le jour, et a été classé comme musée national par un décret exécutif no 92-282 du 6 juillet 1992 au vu de l’importance de ses collections muséales,,.

## Collections

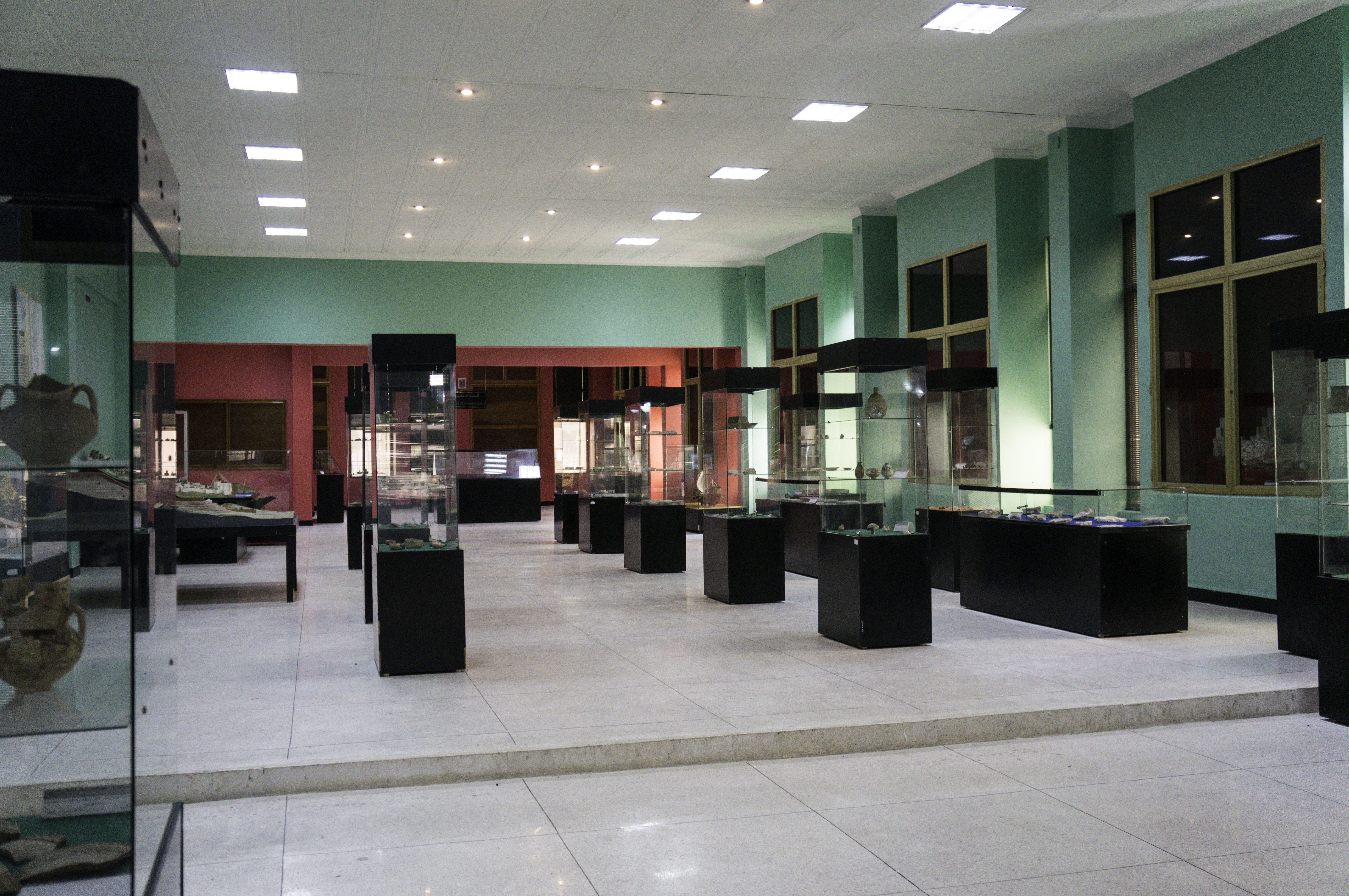
Une des salles d'exposition du musée

Les collections du musée sont très riches, on y trouve des pièces de la préhistoire, l'antiquité, les arts islamiques et la numismatique. On peut ainsi y découvrir des collections de vestiges archéologiques datant pour la plupart de l’époque romaine et issus des fouilles menées à Sitifis, la Kalâa des Béni Hammad et Djemila.
Le musée est composé de cinq salles d'exposition:

### Salle de Préhistoire
Cette salle comporte une importante collection d'ossements fossiles d'animaux du Pléistocène inférieur, associés à une industrie sur galets de type oldowayen découverts au plus ancien site préhistorique actuellement connu d'Afrique du Nord qui est le gisement de Aïn Hanech en 1947 par le professeur Camille Arambourg. Les collections du silex et d'os taillés reflètent une culture épipaléolithique connue sous le nom du capsien est issue du gisement de Mezloug découvert en 1927. Après les compagnes de fouilles organisées par le docteur Mohamed Sahnouni de 1992 à 2004, la datation du site est évaluée à 1,8 million d‘années,.

### Salle des Antiquités
Dans cette salle on trouve une collection très riche et diversifiée constituée par des pièces dégagées des fouilles archéologiques effectuées au cœur de la ville antique Sitifis.
Des céramiques et de terres cuites (lampes à huile, cruches, cruchons, assiettes, plats, tasses, coupes, gobelets, jarres, amphores, vase...), des bronzes décorés de représentations typiquement chrétiennes, des stèles funéraires et votives au dieu Saturne, des plaques au dieu Mercure, des autels privés, des inscriptions funéraires, des verres constitués essentiellement de fioles à parfum et d'urnes funéraires.

### Salle d'Arts Islamiques
Les collections d'art islamique conservées au Musée national public de Sétif, datant des périodes islamiques les plus importantes du Moyen âge, y compris les Fatimides des (IXe siècle - Xe siècle), les Zirides, les Hammadides des (XIe siècle - XIIe siècle), les Almohades et les Hafsides du (XIIe siècle - XIVe siècle), arrivant à la période des sultans ottomans du XVIIIe siècle, qui atteignaient la région de Sétif.
On y trouve dans cette salle une collection très variée de céramique d'époques fatimide et hammadide. Des poteries à décor géométrique et floral, des panneaux en marbre sculpté à décor calligraphique et des stucs peints de différentes couleurs, des cruches, des vases à filtre, des lampes, des plats, des mosaïques de faïence, des chapiteaux sculptés, et une fontaine en forme de lion.
De la Kalâa des Béni Hammad du XIe siècle, on trouve des céramiques à décor zoomorphe,, des boucles d'oreille en argent ciselé et filigrane,, un fragment de broche en argent ciselé composé du tronc et du fermoir, des médaillons (bractéates) en argent ciselé utilisées comme pendentifs, un lion en pierre de couleur ocre, sculpté assis sur ses quatre pattes utilisé comme bouche de fontaine, un élément de stalactite (mouqarbas) en céramique moulée émaillée, des merlons en céramique émaillée, des éléments de revêtement mural en céramique moulée et lustrée, une rosace décorative en plâtre sculpté et peint, un moulage de l'encadrement du mihrab de la Mosquée El-Manar.
Une jarre à décor de cuerda seca du XIIe siècle dont le lieu de production a été attribué au Sud-Est d’Al-Andalus en Espagne

### Salle de Numismatique
La collection de pièces de monnaie anciennes renferme la monnaie numide du roi Massinissa, monnaie romaine en or de l'Empereur Flavius Honorius, monnaie romaine en bronze, monnaie islamique Almohade (dinar en or, dirham en argent, fels en bronze), monnaie mérinide (double dinars en or), monnaie ottomane (Soltani en or).

### Salle des Mosaïques
Le musée possède une très riche collection de mosaïques romaines, à décors épigraphiques, géométriques, floral, animal ou mythologiques. Deux mosaïques représentant deux scènes mythologiques, il s'agit du retour triomphal du dieu du vin Bacchus et de la toilette de vénus, la déesse de l'amour et de la beauté.

### Salle des Beaux-Arts
- Émile Aubry, Silène enchaîné, 1905;

## Quelques œuvres exposées

Quelques Œuvres exposées au musée de Sétif
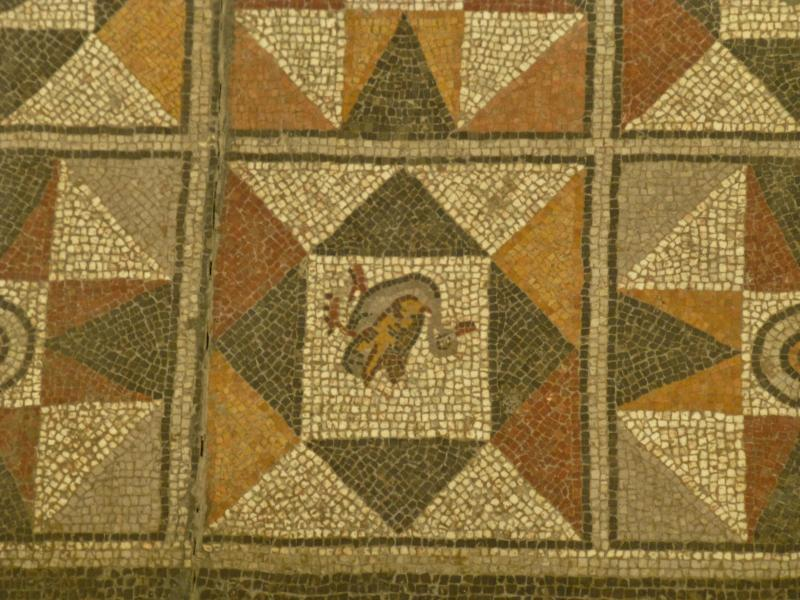
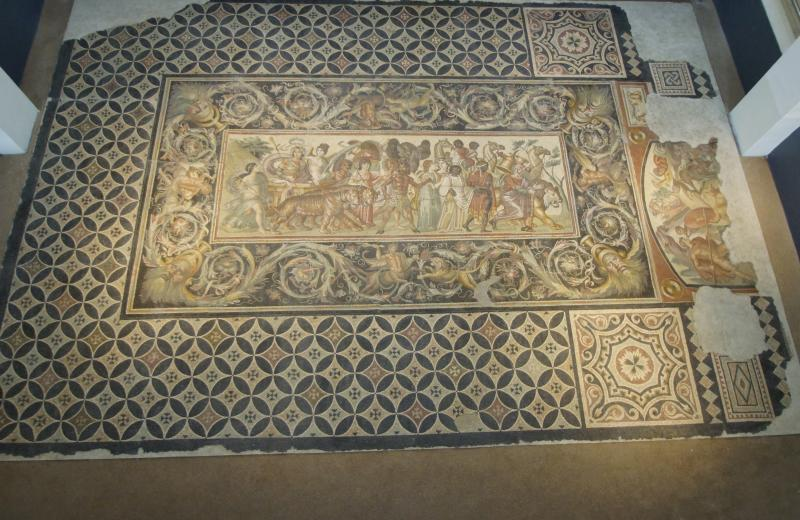
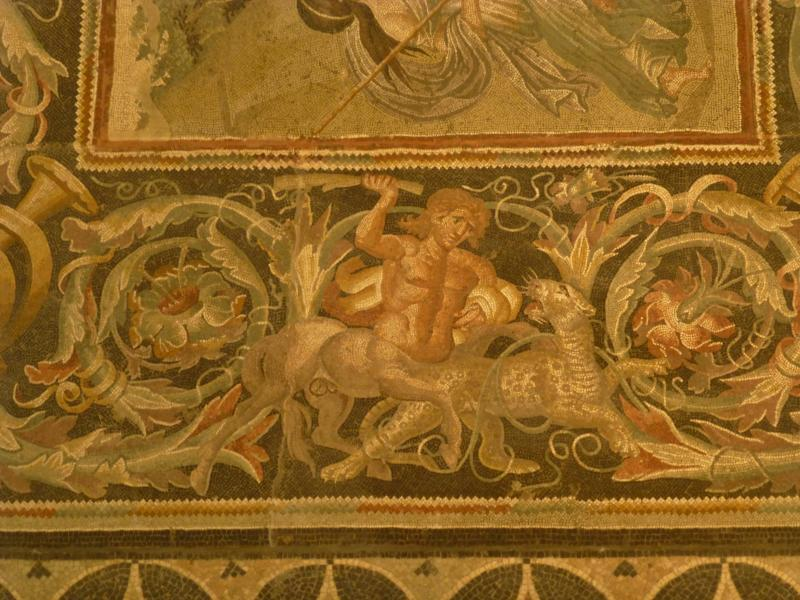
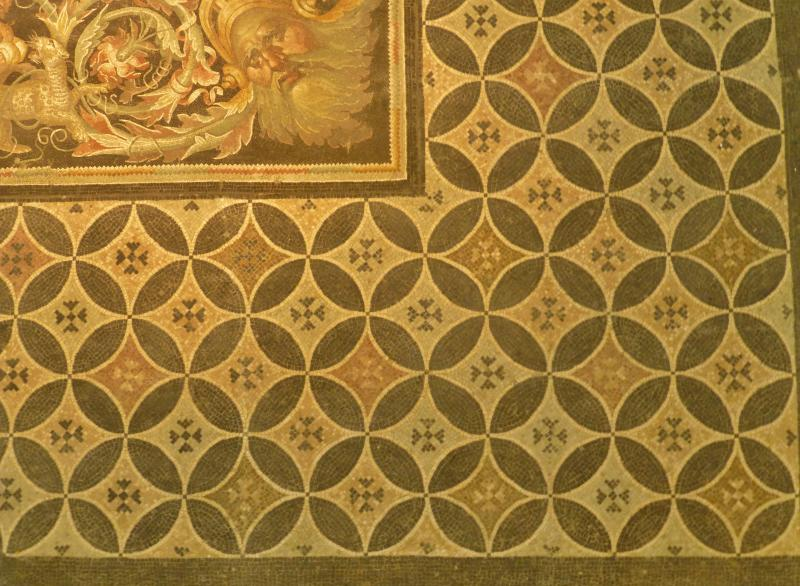
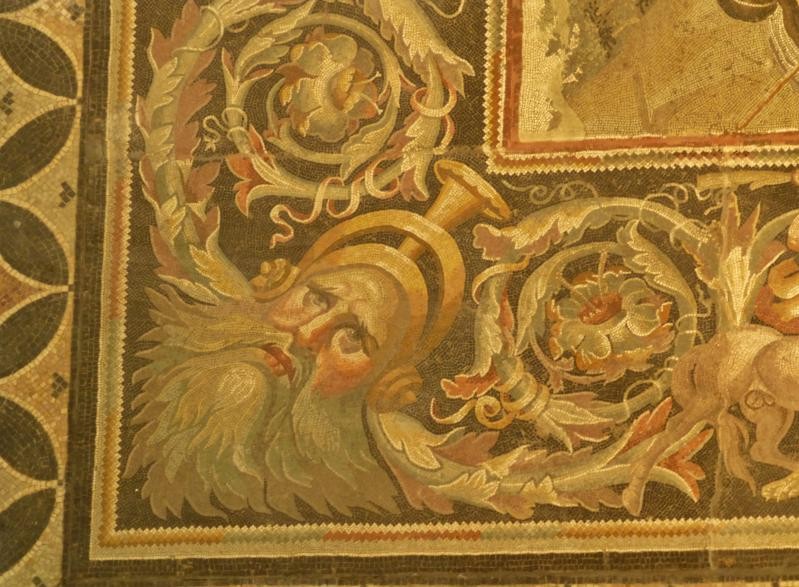
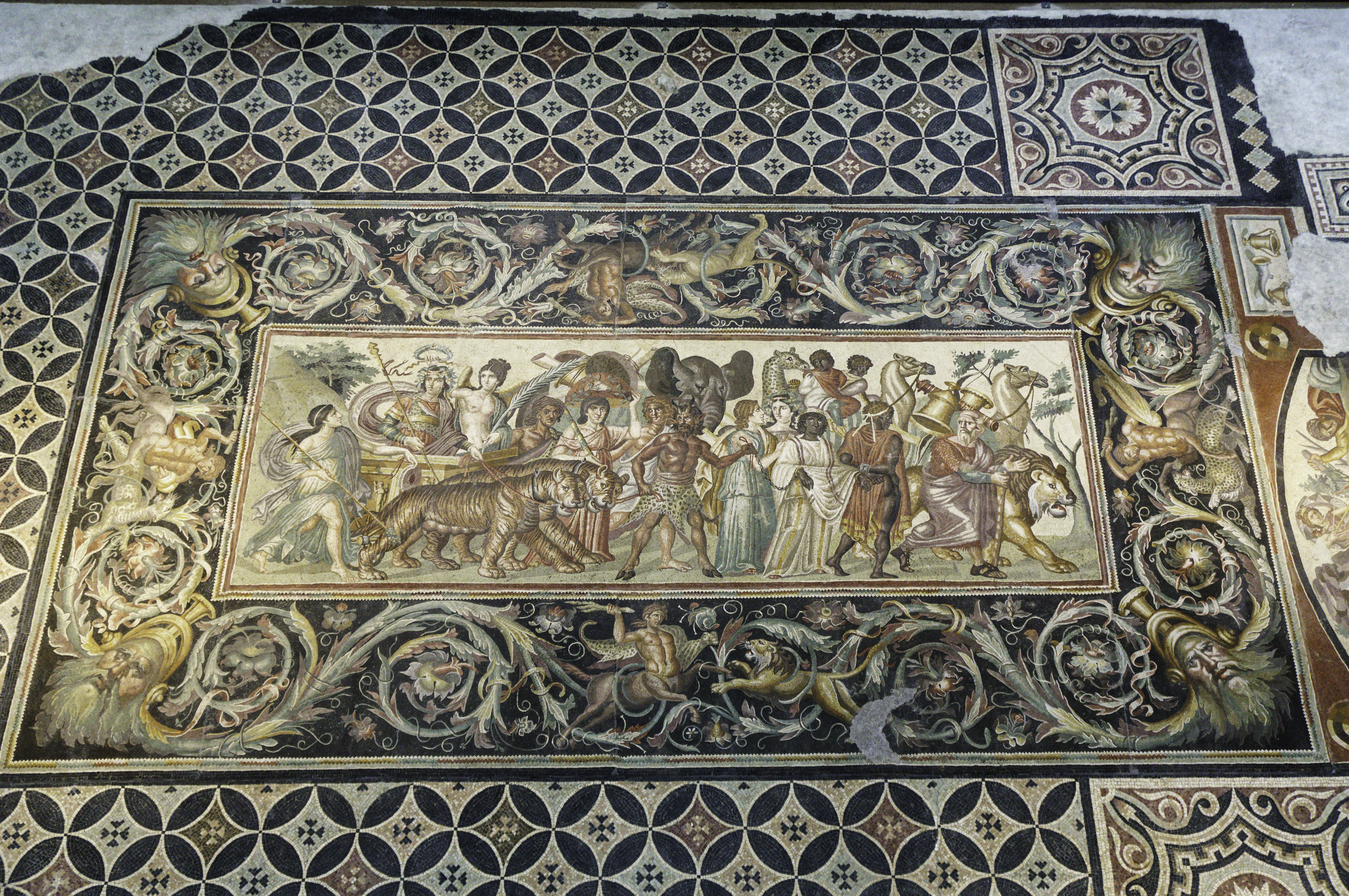
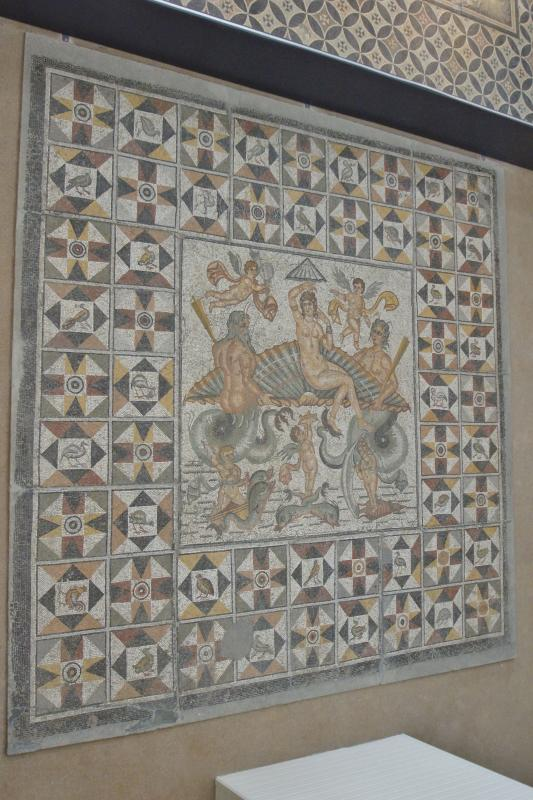

## Direction
Chadia Ben Kharfallah (2016-).